# Os Cegos e o Elefante

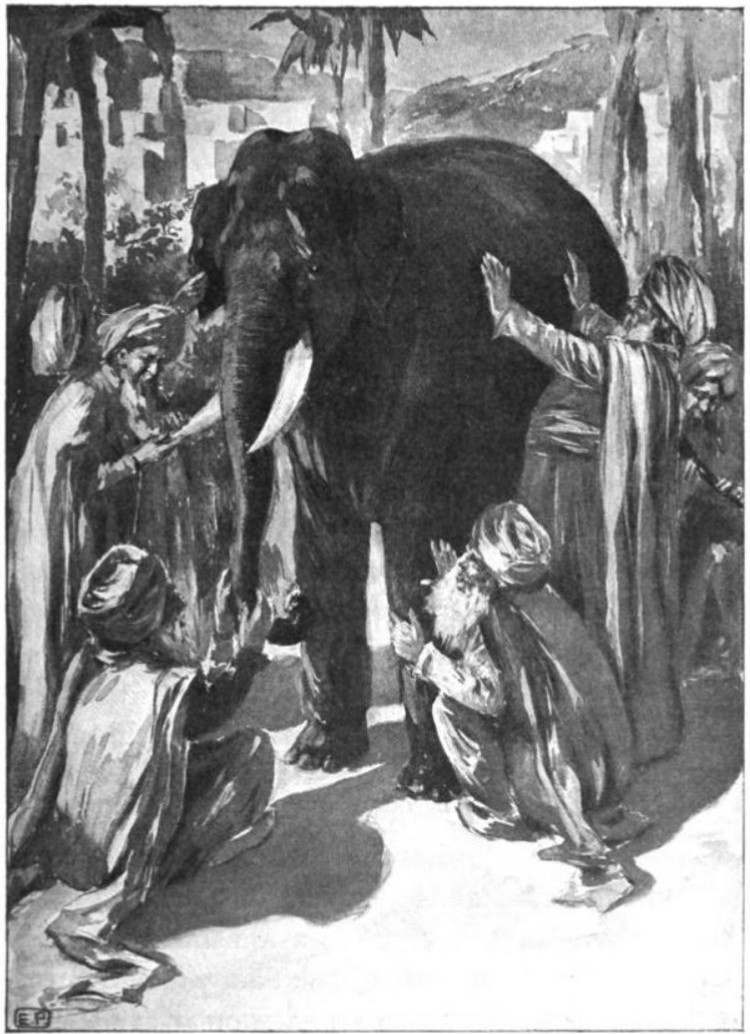
Os Cegos e o Elefante

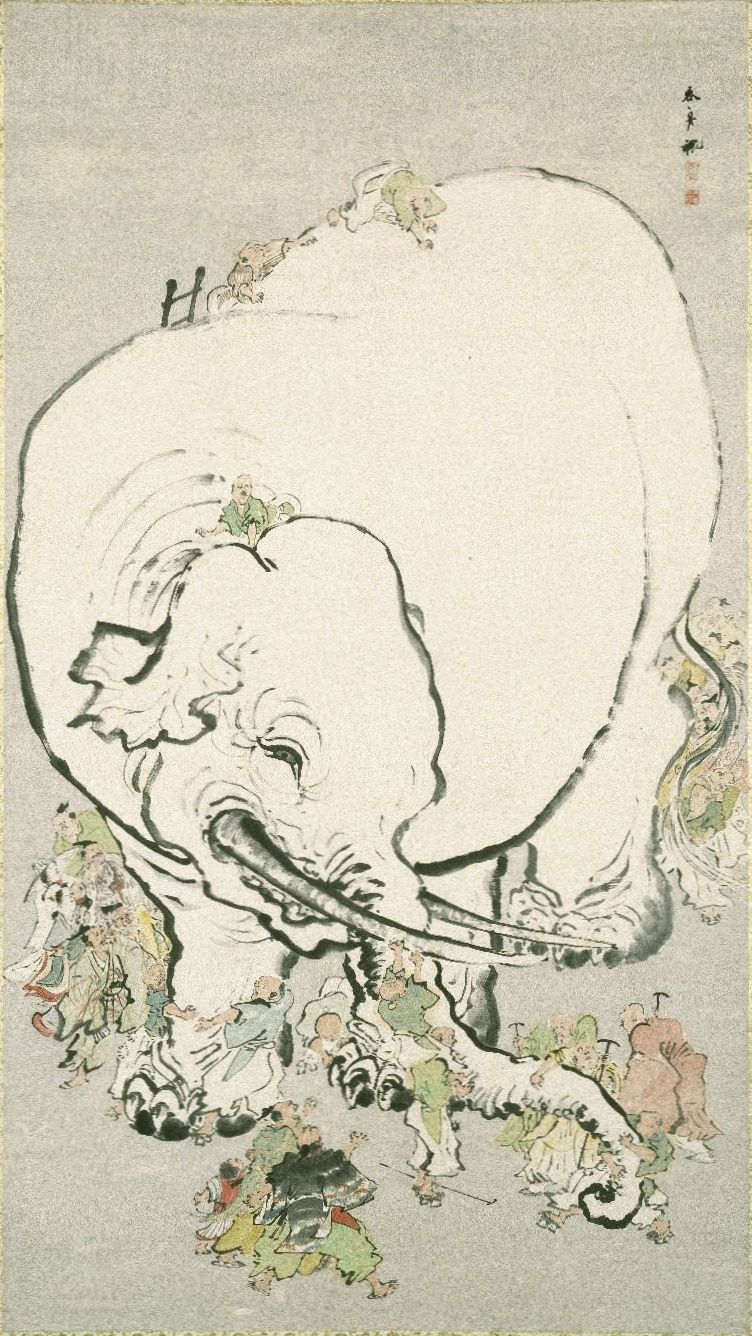
Homens Cegos Avaliando um Elefante por Ohara Donshu, período Edo (início do século XIX), Museu do Brooklyn

A parábola Os Cegos e o Elefante originou-se no antigo subcontinente Indiano, a partir de onde ela foi amplamente difundida. É a história de um grupo de homens cegos, que nunca se depararam com um elefante antes e aprendem a conceptualizar o que o elefante é tocando-o. Cada homem cego sente uma parte diferente do corpo do elefante, mas apenas uma parte, tal como o lado ou as presas. Eles então descrevem o elefante com base em suas experiências limitadas, e suas descrições do elefante diferem umas das outras. A moral da parábola é que humanos têm uma tendência a pretender verdade absoluta com base em suas experiências limitadas e subjetivas, ao mesmo tempo que ignoram as experiências subjetivas limitadas de outras pessoas, que podem ser igualmente verdadeiras.
A primeira versão da história em si é rastreável ao texto budista Udana 6.4, datado de meados do primeiro milênio a.C.. Segundo John Ireland, a parábola é provavelmente mais antiga que o texto budista.     
Uma versão alternativa da parábola descreve homens com visão, experimentando uma grande estátua em uma noite escura ou sentindo um objeto grande enquanto está com os olhos vendados. Eles então descrevem o que experienciaram. Em suas várias versões, é uma parábola que cruzou muitas tradições religiosas e faz parte dos textos jainistas, hindus e budistas do primeiro milênio d.C. ou antes. A história também aparece no folclore sufi e bahá'í do segundo milênio. Mais tarde, a história se tornou conhecida na Europa, com o poeta americano do século XIX John Godfrey Saxe criando sua própria versão como um poema, com um verso final que explica que o elefante é uma metáfora de Deus, e os vários cegos representam religiões que discordam de algo que ninguém experienciou completamente. A história foi publicada em muitos livros para adultos e crianças e interpretada de várias maneiras. 

## A parábola
As versões mais antigas da parábola de cegos e elefantes são encontradas nos textos budistas, hindus e jainistas, conforme discutem os limites da percepção e a importância do contexto completo. A parábola tem várias variações indianas, mas geralmente é a seguinte: 
Um grupo de cegos ouviu dizer que um animal estranho, chamado elefante, havia sido trazido para a cidade, mas nenhum deles estava ciente de sua configuração e forma. Por curiosidade, eles disseram: "Precisamos inspecionar e conhecê-lo pelo toque, do qual somos capazes". Então, eles o procuraram e, quando o encontraram, tentaram tateá-lo. No caso da primeira pessoa, cuja mão pousou na tromba, disse: "Este ser é como uma cobra grossa". Para outro cuja mão chegou à orelha, parecia uma espécie de leque. Quanto a outra pessoa, cuja mão estava sobre a perna, disse, o elefante é um pilar como um tronco de árvore. O cego que colocou a mão de lado disse que o elefante "é uma parede". Outro que sentiu o rabo, descreveu-o como uma corda. O último sentiu sua presa, afirmando que o elefante é aquilo que é duro, liso e como uma lança.

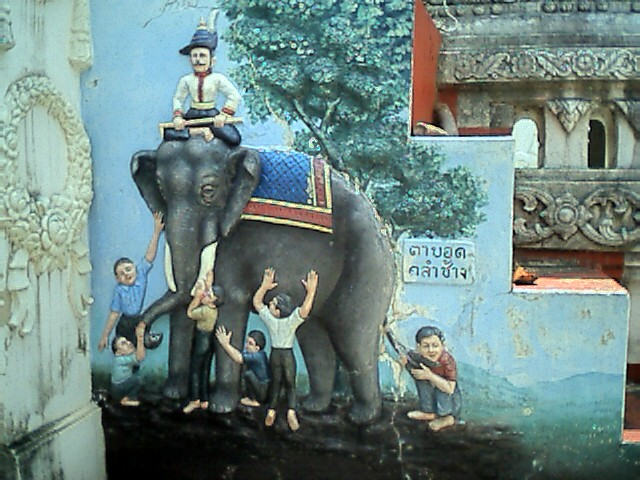
Relevo de parede no Nordeste da Tailândia

Em algumas versões, os cegos descobrem suas divergências, suspeitam que os outros não estejam dizendo a verdade e entram em conflito. As histórias também diferem principalmente em como as partes do corpo do elefante são descritas, quão violento o conflito se torna e como (ou se) o conflito entre os homens e suas perspectivas é resolvido. Em algumas versões, eles param de falar, começam a ouvir e colaboram para "ver" o elefante inteiro. Em outro, um homem que enxerga entra na parábola e descreve o elefante inteiro de várias perspectivas, os cegos descobrem que estavam todos parcialmente corretos e parcialmente errados. Embora a experiência subjetiva de alguém seja verdadeira, pode não ser a totalidade da verdade.
A parábola foi usada para ilustrar uma série de verdades e falácias; de maneira geral, a parábola implica que a experiência subjetiva de alguém pode ser verdadeira, mas que essa experiência é inerentemente limitada pelo fato de não dar conta de outras verdades ou de uma totalidade da verdade. Em vários momentos, a parábola forneceu informações sobre o relativismo, a opacidade ou a natureza inexprimível da verdade, o comportamento de especialistas em campos de teorias contraditórias, a necessidade de uma compreensão mais profunda e o respeito por diferentes perspectivas sobre o mesmo objeto de observação. 

## Hinduísmo
O Rigveda, datado como tendo sido composto entre 1500 e 1200 a.C., afirma: "A realidade é uma, embora os sábios falem dela de várias formas". Segundo Paul J. Griffiths, essa premissa é o fundamento da perspectiva universalista por trás da parábola dos cegos e dos elefantes. O hino afirma que a mesma realidade está sujeita a interpretações e descrita de várias maneiras pelos sábios. Na versão mais antiga, quatro cegos entram em uma floresta onde encontram um elefante. Nesta versão, eles não brigam entre si, mas concluem que cada um deve ter percebido um animal diferente, embora tenham experimentado o mesmo elefante. A versão expandida da parábola ocorre em vários textos antigos e hindus. Muitos estudiosos se referem a ela como uma parábola hindu.
A parábola ou referências aparecem em bhasya (comentários, literatura secundária) nas tradições hindus. Por exemplo, Adi Shankara menciona ela em seu bhasya no versículo 5.18.1 da Chandogya Upanishad da seguinte maneira: 

etaddhasti darshana iva jatyandhah

Tradução: Tal é como pessoas cegas de nascimento em/quando vendo um elefante.— Adi Shankara, Tradutor: Hans Henrich Hock

## Jainismo

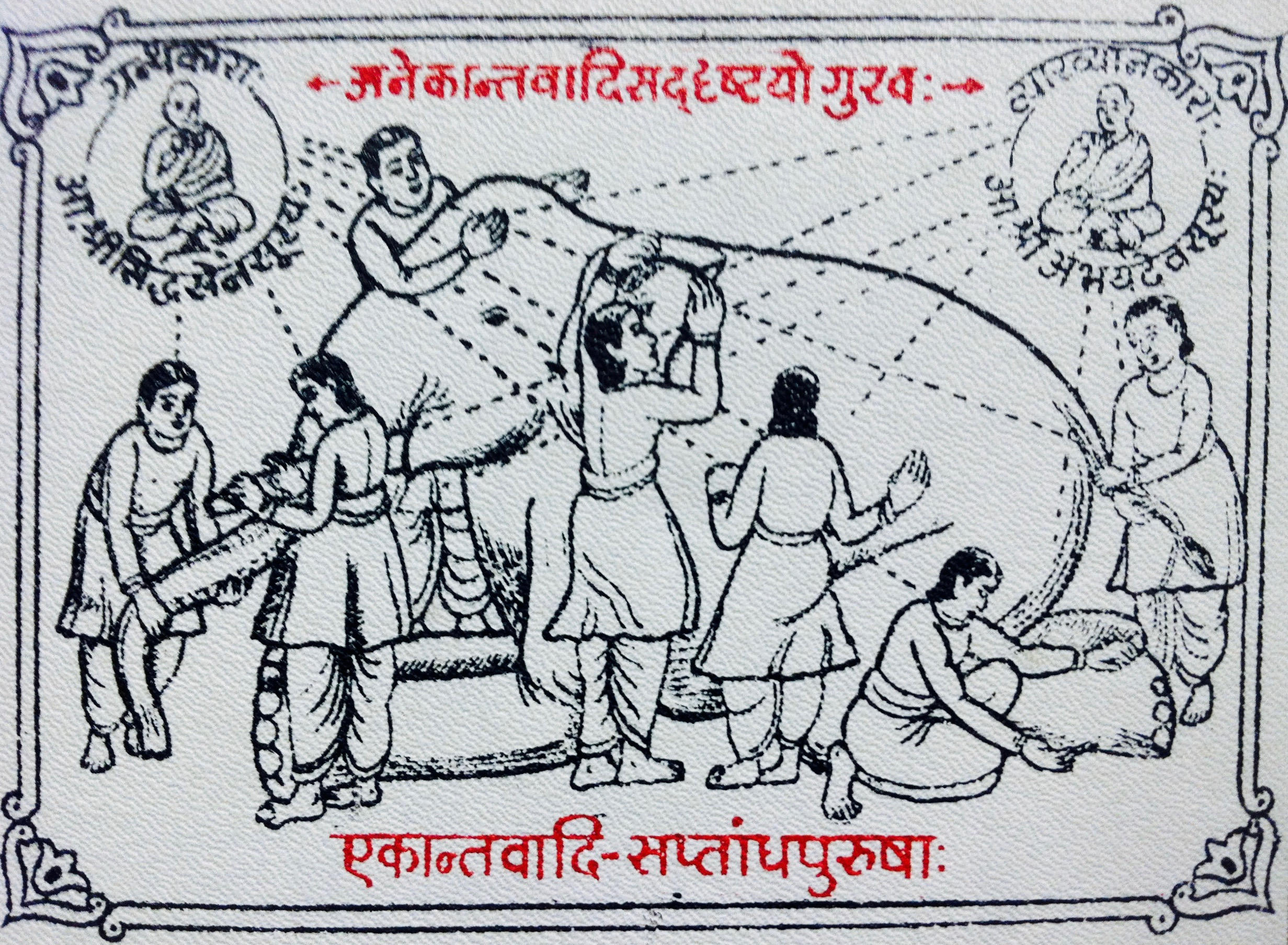
Parábola de sete homens cegos e um elefante em um templo Jain

Os textos jainistas da era medieval explicam os conceitos de anekāntavāda (ou "muitas faces") e syādvāda ("pontos de vista condicionados") com a parábola dos cegos e um elefante (Andhgajanyāyah), que aborda a natureza múltipla da verdade. Por exemplo, essa parábola é encontrada em Tattvarthaslokavatika de Vidyanandi (século IX) e Syādvādamanjari de Ācārya Mallisena (século XIII). Mallisena usa a parábola para argumentar que pessoas imaturas negam vários aspectos da verdade; iludidas pelos aspectos que elas de fato entendem, eles negam os aspectos que não entendem. "Devido à extrema ilusão produzida por conta de um ponto de vista parcial, os imaturos negam um aspecto e tentam estabelecer outro. Essa é a máxima dos cegos e do elefante". Mallisena também cita a parábola ao notar a importância de se considerar todos os pontos de vista na obtenção de uma imagem completa da realidade. "É impossível entender adequadamente uma entidade que consiste em propriedades infinitas sem o método de descrição modal que consiste em todos os pontos de vista, pois isso levaria a uma situação de apreender meros brotos (isto é, uma cognição superficial e inadequada), na máxima dos cegos  e o elefante".

## Budismo

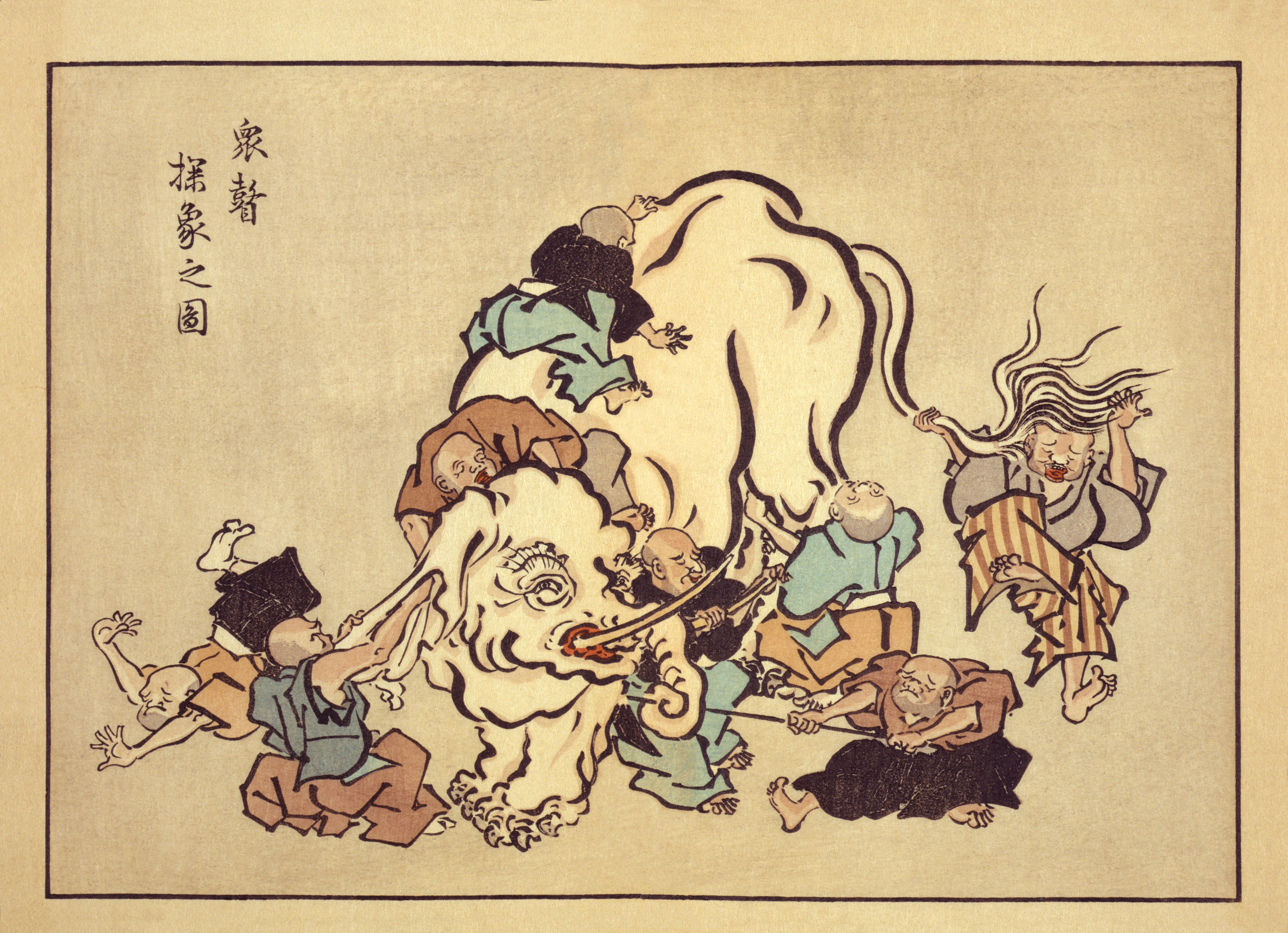
Monges cegos examinando um elefante, uma gravura ukiyo-e de Hanabusa Itchō (1652-1724).

O Buda usa duas vezes o símile de cegos desviados. A versão mais antiga conhecida ocorre no texto Udana 6.4.
No Canki Sutta, ele descreve uma fila de cegos se apoiando um ao outro como um exemplo daqueles que seguem um texto antigo que passou de geração em geração. No Udana (68-69) ele usa a parábola do elefante para descrever brigas sectárias. Um rei traz os cegos da capital para o palácio, onde um elefante é trazido e eles são convidados a descrevê-lo. 
Quando os cegos sentiram uma parte do elefante, o rei foi a cada um deles e disse a cada um: "Bem, cego, você viu o elefante? Diga-me, que tipo de coisa é um elefante?"
Os homens afirmam que o elefante é como um pote (o cego que sentiu a cabeça do elefante), um cesto (orelha), uma relha (presa), um arado (tromba), um celeiro (corpo), um pilar (pé), uma argamassa (traseira), um pilão (cauda) ou um pincel (ponta da cauda). 

Os homens não conseguem concordar um com o outro e começam a discutir sobre como é e a disputa deleita o rei. O Buda termina a história comparando os cegos aos pregadores e estudiosos que são cegos e ignorantes e mantêm suas próprias opiniões: "Assim também são esses pregadores e estudiosos que sustentam várias visões cegas e não vistas.... Na sua ignorância, eles são por natureza briguentos, discutíveis e controversos, cada um mantendo que a realidade é tal e tal." O Buda então fala o seguinte verso: 
Ó como eles se apegam e discutem, alguns que arrogam

Para si de pregador e monge o honrado nome!

Pois, brigando, cada um à sua vista se apegam.

Esse povo vê apenas um lado de uma coisa.

## Sufismo
O poeta sufi persa Sanai de Ghazni (atualmente, Afeganistão) apresentou essa história de ensino em seu O Jardim Murado da Verdade.
Rumi, poeta persa do século XIII e professor de sufismo,  incluiu-a em seu Masnavi. Em sua recontagem, "O Elefante no Escuro", alguns hindus trazem um elefante para ser exibido em um quarto escuro. Vários homens tocam e sentem o elefante no escuro e, dependendo de onde o tocam, acreditam que ele é como uma tromba de água (tromba), um leque (orelha), um pilar (perna) e um trono (traseira). Rumi usa essa história como um exemplo dos limites da percepção sensória individual: 
O olho sensual é como a palma da mão. A palma da mão não tem como cobrir toda a fera. 
Rumi não apresenta uma resolução para o conflito em sua versão, mas afirma:
O olho do Mar é uma coisa e a espuma outra. Deixa a espuma e olha com o olho do Mar. Manchas de espuma dia e noite são lançadas do mar: ó maravilha! Tu vês a espuma, mas não o Mar. Somos como barcos correndo juntos; nossos olhos estão escurecidos, mas estamos em águas claras. 
Rumi termina seu poema afirmando: "Se cada um tivesse uma vela e entrassem juntos, as diferenças desapareceriam".

## John Godfrey Saxe

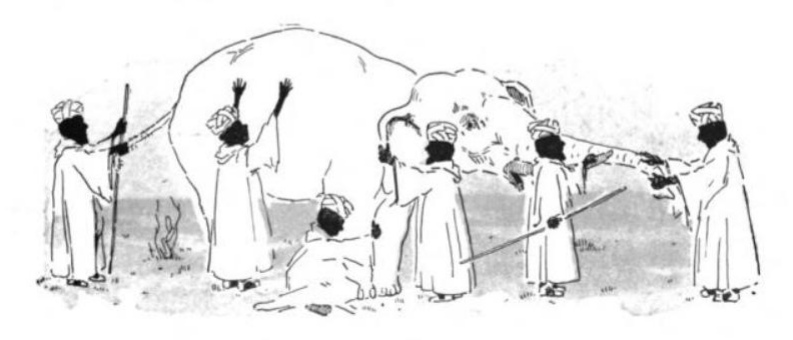
And so these men of IndostanDisputed loud and long,Each in his own opinion
Exceeding stiff and strong,Though each was partly in the rightAnd all were in the wrong!
Tradução: E assim esses homens de IndustãoDisputaram alto e longo tempo,Cada um em sua própria opinião
Sobressaindo firme e fortes, Embora cada qual estivesse parcialmente corretoE todos estavam errados!

Uma das versões mais famosas do século XIX foi o poema " Os Cegos e o Elefante", de John Godfrey Saxe (1816-1887). O poema começa com seis homens do Hindustão, que, cegos, foram observar o elefante e cada um, em sua opinião, conclui que o elefante é como uma parede, cobra, lança, árvore, leque ou corda, dependendo de onde eles tocaram. O debate acalorado deixa a desejar com violência física, mas o conflito nunca é resolvido.
    Moral:

Tão frequentemente em guerras teológicas,

     Os disputantes, suponho,

Prosseguem com total ignorância

     Do que o outro significa,

E palram sobre um Elefante

     Que nenhum deles viu!
Natalie Merchant cantou esse poema na íntegra em seu álbum Leave Your Sleep (Disco 1, faixa 13).

## O significado como provérbio por país ou domínio

### Japão
No Japão, o provérbio é usado como um exemplo de circunstância de que homens comuns geralmente não conseguem entender um grande homem ou sua grande obra.

## Tratamentos modernos

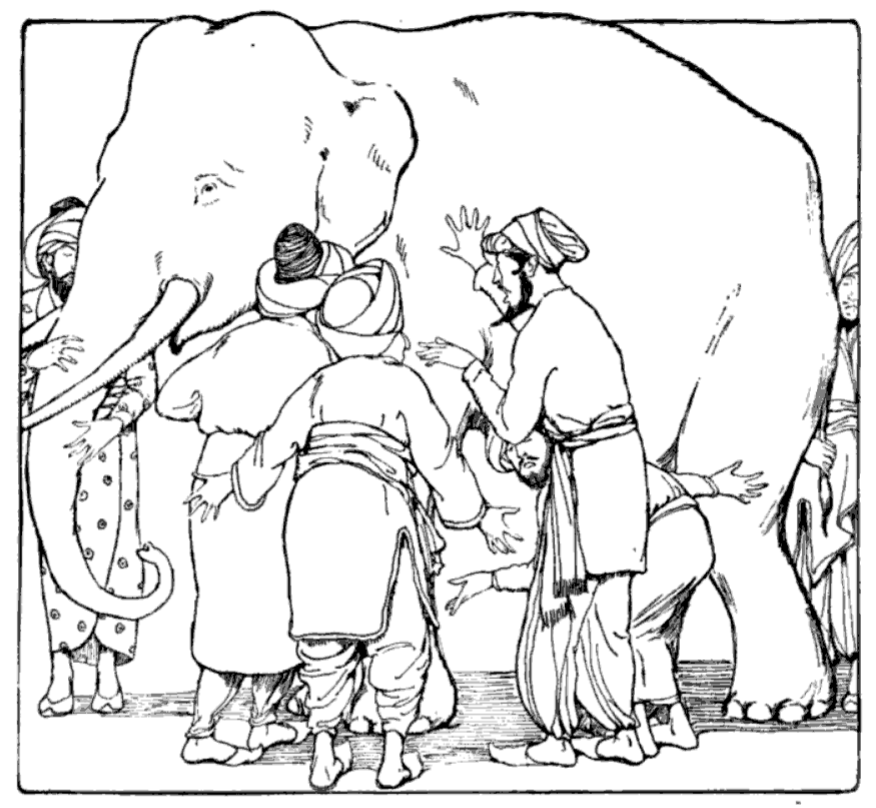
"Homens cegos e elefante", de Martha Adelaide Holton e Charles Madison Curry, leitores de Holton-Curry, 1914.

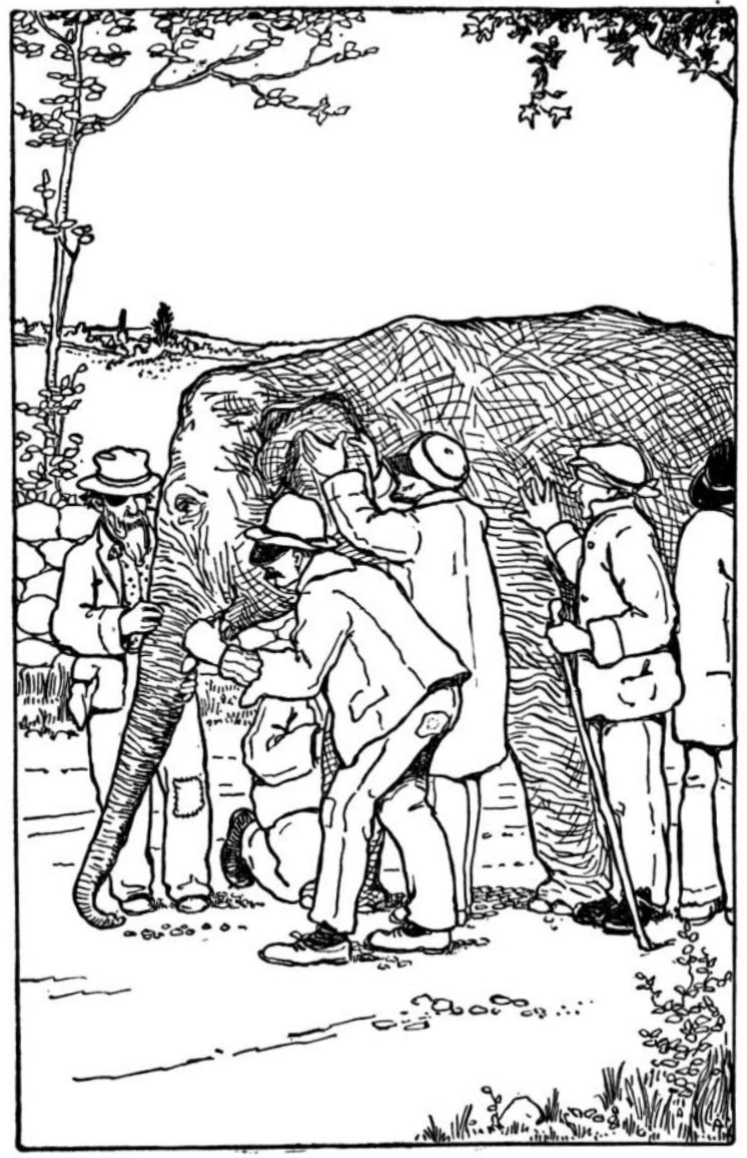

A história é vista como uma metáfora em muitas disciplinas, sendo colocada em serviço como uma analogia em campos muito além do tradicional. Na física, ela tem sido visto como uma analogia para a dualidade onda-partícula. Na biologia, a maneira como os cegos se apegam a diferentes partes do elefante tem sido vista como uma boa analogia para a resposta das células B policlonais.

A fábula é um dos vários contos que lançam luz sobre a resposta de ouvintes ou leitores à própria história. Idries Shah comentou sobre esse elemento de autorreferência nas muitas interpretações da história, e sua função como uma história de ensino: 
as pessoas se dirigem a essa história em uma ou mais [...] interpretações. Eles então as aceitam ou rejeitam. Agora elas podem se sentir felizes; eles chegaram a uma opinião sobre o assunto. De acordo com o seu condicionamento, elas produzem a resposta. Agora veja as respostas deles. Alguns dirão que essa é uma alegoria fascinante e comovente da presença de Deus. Outros dirão que está mostrando às pessoas como a humanidade pode ser estúpida. Alguns dizem que é anti-escolástica. Outros dizem que é apenas uma história copiada por Rumi de Sanai - e assim por diante. 
Shah adaptou o conto em seu livro The Dermis Probe. Esta versão começa com uma conferência de cientistas, de diferentes áreas de especialização, apresentando suas conclusões conflitantes sobre o material em que a câmera está focada. À medida que a câmera diminui o zoom, gradualmente fica claro que o material sob exame é a pele de um elefante africano. As palavras 'As partes são maiores que o todo' aparecem na tela. Esta recontagem formou o roteiro de um curta de quatro minutos do animador Richard Williams. O filme foi escolhido como dos melhores do ano e foi exibido nos festivais de cinema de Londres e Nova York.
A história goza de um apelo contínuo, como mostra o número de livros infantis ilustrados da fábula; há um, por exemplo, por Paul Galdone e outro, Seven Blind Mice, por Ed Young (1992). No cartum de um de seus livros, o cartunista Sam Gross postulou que um dos cegos, encontrando uma pilha de fezes de elefante, concluiu que "Um elefante é macio e mole".

Uma piada de elefante inverte a história da seguinte maneira, com o ato de observar alterando severa e fatalmente o assunto da investigação: 
Seis elefantes cegos discutiam como eram os homens. Depois de discutirem, decidiram encontrar um e determinar como era a experiência direta. O primeiro elefante cego sentiu o homem e declarou: 'Os homens são chatos'. Depois que os outros elefantes cegos sentiram o homem, eles concordaram.
— Werner Heisenberg
Touching the Elephant foi um documentário da BBC Radio 4 de 1997, no qual quatro pessoas de idades variadas, todas cegas desde o nascimento, foram levadas ao zoológico de Londres para tocar em um elefante e descrever sua resposta.